# 4gy busz (Budapest)
A budapesti 4-es (gyors 4-es) jelzésű autóbusz a XII. kerületi Apor Vilmos tér és a XIII. kerületi Gyöngyösi utca metróállomás között közlekedett. A vonalat a Budapesti Közlekedési Zrt. üzemeltette Ikarus 260-as autóbuszokkal.

## Története
1971. szeptember 1-jén indult a 104-es gyorsjárat a Gyöngyösi utca és a Lékai János tér között. 1977. január 3-án viszonylatjelzése 4-esre módosult. 1983. március 1-jétől munkaszüneti napokon is járt, majd 1987. június 6-án megszüntették a vonalon a hétvégi üzemet.
2000. június 7-étől az Apor Vilmos téri autóbusz-végállomás átépítése miatt a Gyöngyösi utca és a Mikó utca között közlekedett. Az átépítés befejeztével 2001. július 1-jétől ismét a Gyöngyösi utca és az Apor Vilmos tér között járt.
2007. szeptember 3-án összevonták a 4-es, a 4-es és a 105-ös járatokat, az új 105-ös az Apor Vilmos tér és a Gyöngyösi utca között közlekedik.

## Útvonala
| Gyöngyösi utca felé |
| Apor Vilmos tér vá. – Stromfeld Aurél út – Németvölgyi út – Királyhágó tér – Ugocsa utca – Márvány utca – Győző utca – Mészáros utca – Alagút utca – Alagút – Clark Ádám tér – Széchenyi lánchíd – Roosevelt tér – József Attila utca – Andrássy út – Hősök tere – Dózsa György út – Lehel utca – Béke tér – Béke utca – Fiastyúk utca – Násznagy utca – Gyöngyösi utca – Madarász Viktor utca – Babér utca – Váci út – Gyöngyösi utca vá. |
| Apor Vilmos tér felé |
| Gyöngyösi utca vá. – Gyöngyösi utca – Násznagy utca – Fiastyúk utca – Béke utca – Béke tér – Lehel utca – Róbert Károly körút – Vágány utca – Dózsa György út – Hősök tere – Andrássy út – József Attila utca – Roosevelt tér – Széchenyi lánchíd – Clark Ádám tér – Alagút – Alagút utca – Mészáros utca – Győző utca – Márvány utca – Királyhágó utca – Böszörményi út – Apor Vilmos tér vá.                                             |

## Megállóhelyei
Az átszállási kapcsolatok között a Bajcsy-Zsilinszky út és a Gyöngyösi utca között a 4-es, az Apor Vilmos tér és az Andrássy út között a 105-ös buszok nincsenek feltüntetve.
| 0  | Apor Vilmos tér végállomás                                   | 31 | 102, 112 59                       |
| 2  | Királyhágó tér                                               | 29 | 102 59                            |
| 3  | Alkotás utca (↓) Királyhágó utca (↑)                         | 27 | 139 61                            |
| 6  | Attila út (↓) Krisztina tér (↑)                              | 24 | 5, 16, 78 18, 56                  |
| 8  | Clark Ádám tér                                               | 22 | 16, 86 19, 41, 41A Budavári sikló |
| 10 | József nádor tér (↓) Hild tér (↑)                            | 19 | 15, 16                            |
| 13 | Andrássy út (↓) Bajcsy-Zsilinszky út (↑)                     | 17 |                                   |
| 15 | Oktogon                                                      | 15 | 4, 6                              |
| 19 | Hősök tere                                                   | 11 | 20, 30 72, 75, 79                 |
| 21 | Szabolcs utca (↓) Dózsa György út (↑)                        | 9  | 30 75, 79                         |
| 23 | Róbert Károly körút (↓) Róbert Károly körút (Lehel utca) (↑) | 8  | 1, 1A, 14                         |
| 24 | Béke tér                                                     | 6  | 32 14                             |
| 26 | Fiastyúk utca (↓) Béke utca (↑)                              | 4  | 14                                |
| 27 | Násznagy utca (↓) Fiastyúk utca (↑)                          | 3  |                                   |
| 28 | József Attila tér (↓) Násznagy utca (↑)                      | 2  |                                   |
| 29 | Tomori utca                                                  | 1  | 120                               |
| 31 | Gyöngyösi utca végállomás                                    | 0  | Tesco                             |